# Breite Straße 10 (Quedlinburg)

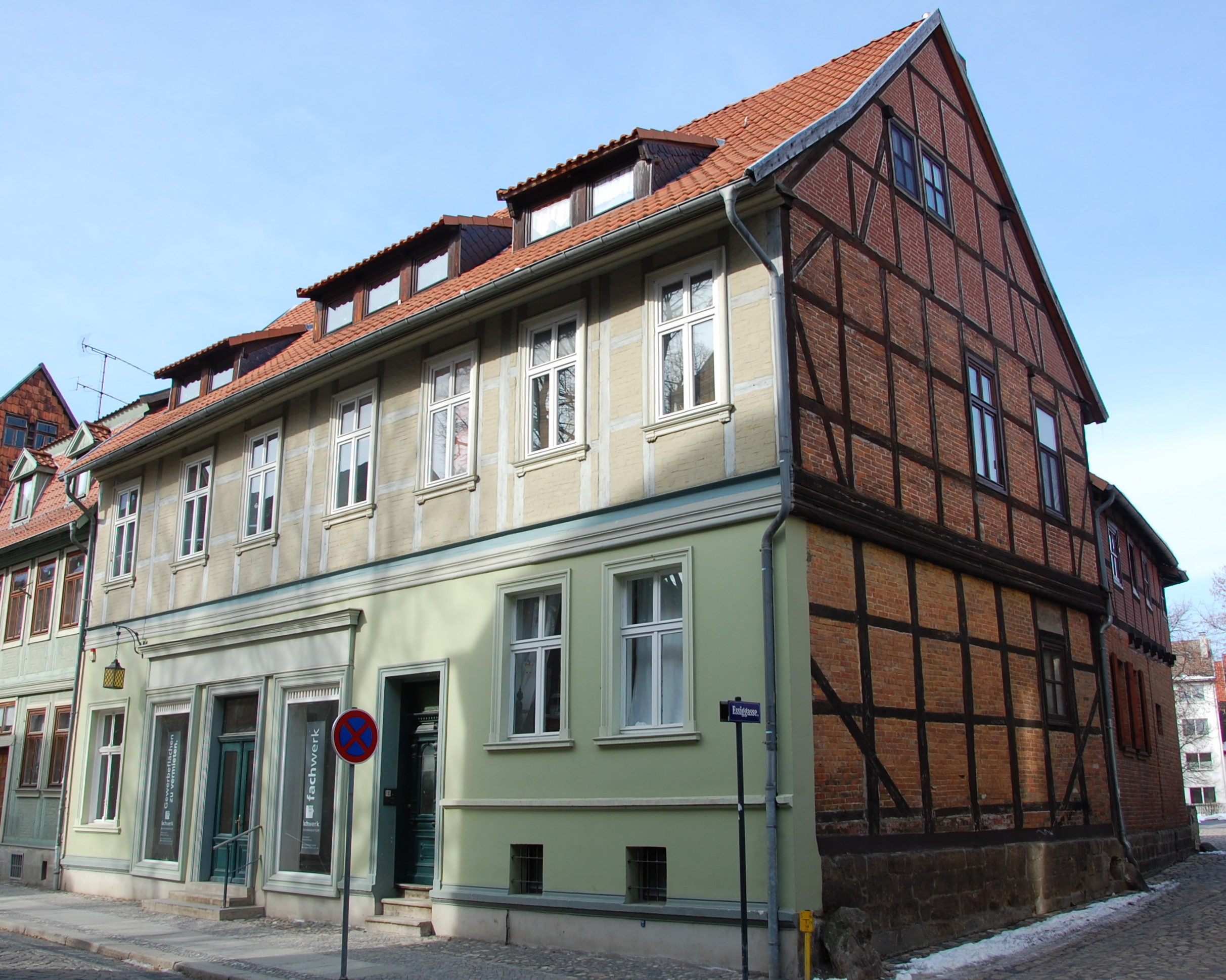
Haus Breite Straße 10

Das Haus Breite Straße 10 ist ein denkmalgeschütztes Gebäude in der Stadt Quedlinburg in Sachsen-Anhalt.

## Lage
Es befindet sich nordöstlich des Marktplatzes der Stadt und gehört zum UNESCO-Weltkulturerbe. Im Quedlinburger Denkmalverzeichnis ist es als Wohnhaus eingetragen. Nördlich des Hauses mündet die Essiggasse in die Breite Straße.

## Architektur und Geschichte
Das zweigeschossige Fachwerkhaus beinhaltet auf der Hofseite Teile eine Baus aus der Mitte des 16. Jahrhunderts. Dort finden sich als Verzierungen der Fachwerkfassade walzenförmige Balkenköpfe, Schiffskehlen, sowie Fächerrosetten an Fußwinkelhölzern. Die nach Osten ausgerichtete straßenseitige Fassade sowie der Giebel wurden in der Zeit um 1780 erneuert. Das Erdgeschoss ist zur Straße hin in massiver Bauweise ausgeführt.